# Ключ 208
Ключ 208, що означає «щур» або «миша», це 1 із 4 ключів Кансі (загалом 214 ключів), що складаються з 13 рисок.
У Словнику Кансі є 92 ієрогліфи (з 49 030) з цим ключем.

## Еволюція

Вигляд у письмі Цзяґувень
Вигляд у письмі Чжуаньшу
Вигляд у письмі Сяочжуань

## Похідні ієрогліфи
| Риски | Ієрогліфи                  |
| ----- | -------------------------- |
| +0    | 鼠 鼡                      |
| +3    | 䶂                         |
| +4    | 䶃 鼤 鼢 鼣                |
| +5    | 䶄 鼪 鼫 鼬 鼥 鼦 鼧 鼨 鼩 |
| +6    | 䶅鼭                       |
| +7    | 鼯 鼰 鼮                   |
| +8    | 䶆 鼱                      |
| +9    | 䶇 鼲 鼳 鼴 鼵             |
| +10   | 䶈 䶉 鼶 鼷 鼸 鼹          |
| +15   | 鼺                         |

## Зовнішні посилання
- База даних Unihan - U+9F20